# Maaykuyak vittatus
Espèce
Synonymes
- Vaejovis vittatus Williams, 1970
- Hoffmannius vittatus (Williams, 1970)

Maaykuyak vittatus est une espèce de scorpions de la famille des Vaejovidae.

## Distribution
Cette espèce est endémique de Basse-Californie du Sud au Mexique. Elle se rencontre de La Purisima à Cabo San Lucas.

## Description
Le mâle holotype mesure 32,8 mm et la femelle paratype 35,3 mm.
Les mâles mesurent de 29,2 à 29,8 mm et les femelles de 31,3 à 34,9 mm.

## Systématique et taxinomie
Cette espèce a été décrite sous le protonyme Vaejovis vittatus par Williams en 1970. Elle est placée dans le genre Hoffmannius par Soleglad et Fet en 2008 puis dans le genre Maaykuyak par González Santillán et Prendini en 2013.

## Publication originale
- Williams, 1970 : « Scorpion fauna of Baja California, Mexico:eleven new species of Vejovis (Scorpionida: Vejovidae). » Proceedings of the California Academy of Sciences, sér. 4, vol. 37, p. 275-331 (texte intégral).